# Richardts Sløjdinstitut
Richardts Sløjdinstitut var en sløjdskole i København, grundlagt i 1896 af sløjdlærer, cand.theol. Poul Emmanuel Richardt. Også nævnt som Richardts Sløjdskole og Richardts Skole.
Skolen startede på Hauser Plads i København, flyttede derefter til Frederiksberg (Ladegården) og lå i mange år Pilestræde 52, 5. sal. Efter 1965 er skolen flyttet nord for København. I 1971 fejredes 75 års jubilæum. (Her fortaber sporet sig).
Sløjdskolens virke var inden for træsløjd; men den blev udvidet med en afdeling for bogbinding.
Eleverne var af begge køn og i aldre fra små børn til gamle pensionister.
Skolens grundlægger, Poul Richardt, virkede også som bygmester af norske bjælkehuse; hans forudsætning var en uddannelse som sløjdlærer fra Dansk Sløjdlærerskole. Indtil 1902 havde han virket som lærer i den frivillige sløjd i Frue Arbejdshus under kommunen og desuden på Slomanns Skole.
Else Marie Ulrik, Johannes V. Jensens kone, var sløjdlærer ved skolen.